# Videogioco di simulazione
Un videogioco di simulazione è una simulazione sotto forma di videogioco. Il gioco cerca di simulare un aspetto della realtà e in genere richiede un misto di abilità, fortuna e strategia. Si cerca per quanto possibile di riprodurre l'esperienza reale come se il giocatore fosse veramente nella situazione rappresentata. Il gioco può essere ambientato anche in un mondo fantasioso, ma comunque il tema del gioco è affrontato in dettaglio come se fosse reale.

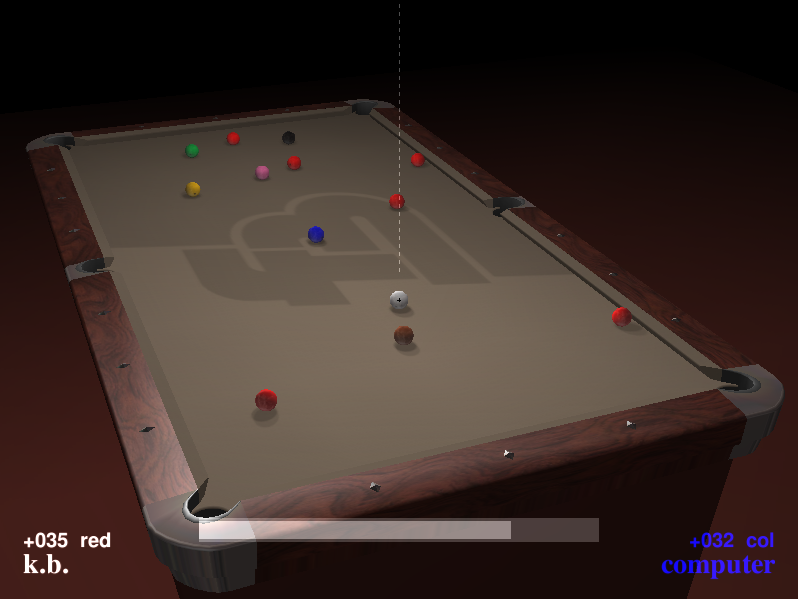
FooBillard, simulatore di biliardo

## Generi di simulatori
Esistono molti sottogeneri comunemente riconosciuti, a seconda del particolare aspetto simulato.

### Simulatori di mezzi

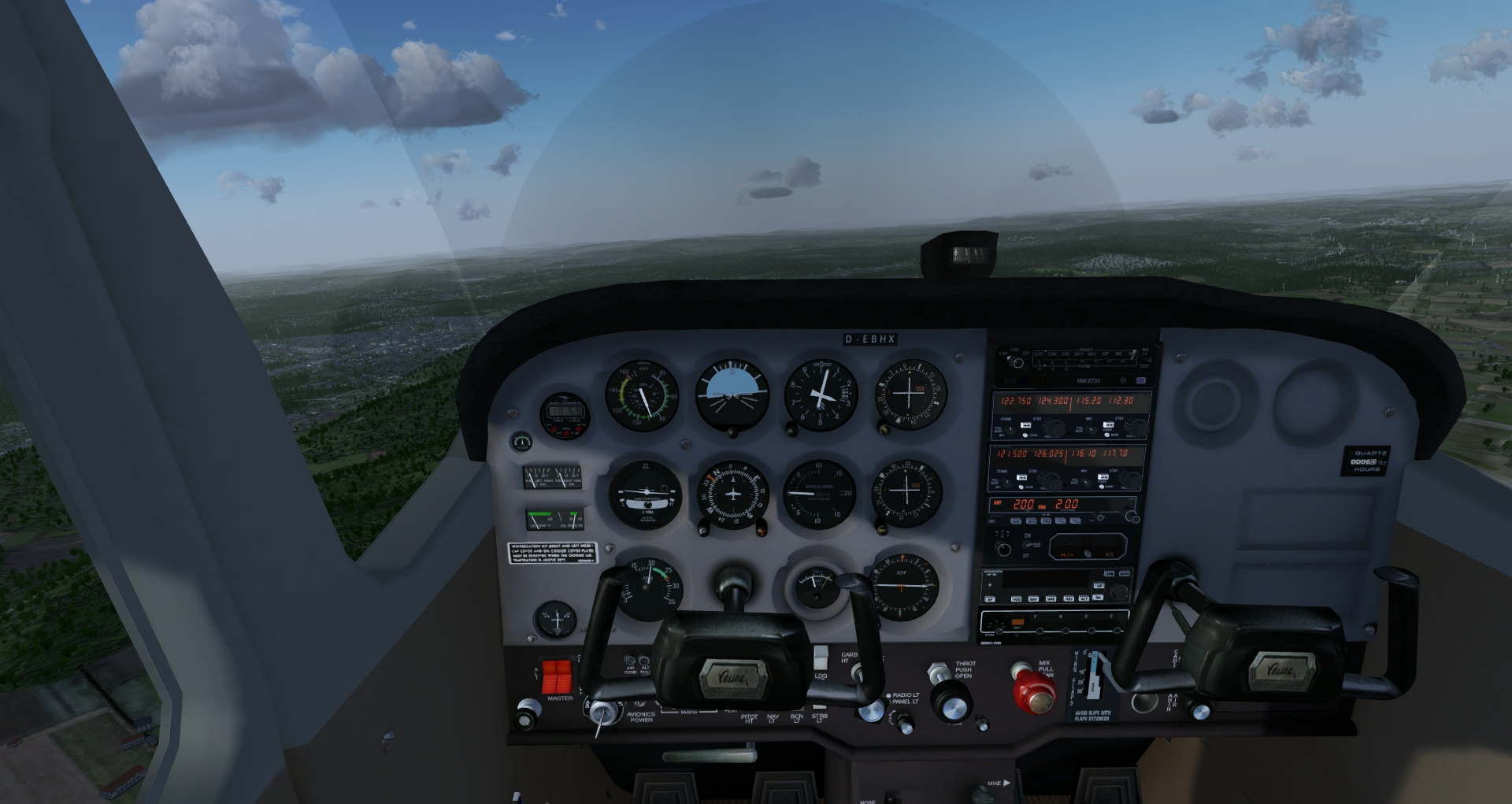
Un simulatore di volo

In questo caso viene simulata la guida di un mezzo di trasporto, in gare di velocità, combattimenti o normali viaggi di routine. In genere al giocatore è presentata una visuale del cruscotto o della plancia di comando, come se si trovasse nella cabina di pilotaggio.
A volte "videogiochi" di questo tipo sono utilizzati anche per fini non ludici, ma per addestrare i veri piloti.
Un classico sottogenere è il simulatore di volo, dove si pilota un aeroplano o un altro mezzo in grado di muoversi in tutte le direzioni dello spazio. In un simulatore di guida si pilota invece un mezzo di terra comune, come automobile e motocicletta. Praticamente ogni mezzo della realtà e dell'immaginario è stato simulato in qualche videogioco, esistono simulatori di sottomarini, treni, astronavi ecc.
In molti giochi non si ha una visuale in prima persona dall'interno del veicolo, ma questo viene visto da fuori. Naturalmente ciò allontana in parte il concetto di simulazione, sebbene il realismo dei movimenti del veicolo venga conservato.

### Simulatori di vita
Questo tipo di videogioco è come una vera e propria "vita secondaria", dove è possibile controllare l'intera vita dei personaggi e far loro vivere esistenze normali o fuori dal comune. Può essere possibile ad esempio farli diventare popstar oppure fargli condurre una comoda vita in campagna circondati dalla famiglia, farli litigare e persino organizzare matrimoni o feste private. Un titolo molto celebre è The Sims, mentre tra i capostipiti si può enunciare Little Computer People.
Esistono anche realizzazioni on-line di questo genere, che possono rientrare tra gli MMORPG, ma spesso si tratta di comunità virtuali con grafica da videogioco, più che di videogiochi veri e propri. 
Second Life è un simulatore di vita on-line di grande successo.

#### Simulatori di appuntamenti
Sottogenere dei simulatori di vita, questo genere di videogiochi, solitamente giapponesi, vede come obiettivo principale la conquista di un partner, scelto quasi sempre fra diversi personaggi. Lo stile normalmente è quello dell'avventura grafica o dell'avventura a diapositive, benché di solito questo genere non contempli tipi di simulazione. Per tale ragione i simulatori di appuntamenti si possono anche definire come giochi a "generi misti".

### Videogiochi gestionali
Un gestionale può coprire diverse sottocategorie dei simulatori. Il termine è usato quando i compiti del giocatore sono di tipo amministrativo, va gestita un'intera struttura o processo complesso, quindi anche i tempi rappresentati sono in genere lunghi. Un tipico esempio è SimCity. Gli stessi simulatori di vita sopra citati sono in parte dei gestionali.

### Videogiochi manageriali
Un manageriale è un sinonimo di un gestionale, ma più adatto a quei campi dove viene usato comunemente il termine manager, ovvero la gestione delle aziende e delle squadre sportive. Quest'ultimo genere soprattutto è molto popolare: esistono videogiochi manageriali su ogni sport, che simulano sia la gestione economica che l'allenamento e lo schieramento in campo.

### Simulatori di animali
Analogamente ai simulatori di vita umana, esistono simulatori di animali domestici o altre forme di vita.
Molto popolare è stato ad esempio il Tamagotchi, un videogioco portatile che simula la cura di un animale domestico, con ritmi giornalieri uguali a quelli reali. Il gioco contiene un orologio reale perciò ad esempio quando è notte, è notte anche nel gioco e l'animaletto dorme.

### Altri
Rientranti in questa categoria sono, fra altri, i simulatori di flipper, i simulatori di hacking e i simulatori di montagne russe.

## Generi simili
Teoricamente qualunque videogioco con caratteristiche di realismo può essere considerato, almeno in parte, un simulatore. Di seguito sono citati alcuni generi che spesso hanno componenti di simulazione.

### Videogiochi di sport
In un videogioco sportivo vero e proprio, se si tratta di uno sport reale, si tenta di rappresentare fedelmente le regole e l'ambiente di gioco. Si tende verso la simulazione quando anche le meccaniche di gioco e la fisica sono riprodotte accuratamente. Naturalmente ci sono dei limiti dato che la visuale è quasi sempre in terza persona e il giocatore controlla l'intera squadra se è uno sport a squadre.

### Videogiochi di guerra
I wargame tentano di simulare ogni aspetto delle vere battaglie su vasta scala, e il giocatore deve gestire l'esercito in maniera realistica. In questi casi quindi il videogioco strategico si avvicina alla simulazione (infatti dall'unione di questi due generi sono nati giochi simili a Totally Accurate Battle Simulator).
Anche un gioco di combattimento individuale o a piccoli gruppi può cercare di simulare l'esperienza dei soldati reali (es. Hidden and Dangerous per la seconda guerra mondiale). Naturalmente questo vale solo per alcuni titoli, non certo per un classico sparatutto dove un uomo solo stermina interi eserciti.

### God game
In un God game si simula un'intera comunità, paese, o mondo, dal punto di vista di un Dio. Il ruolo del giocatore non è certo un'esperienza realistica, ma il mondo sottostante può essere una simulazione anche piuttosto accurata.